# 동양구

동양구

동양구(東洋區, Oriental realm)는 히말라야 이남의 인도아대륙과 동남아시아를 가리킨다. 기후는 거의가 열대이고 박쥐를 제외한 30과의 포유류 중 이 구 고유의 것은 4개과에 불과하다. 즉 가죽날개원숭이·투바이·안경원숭이·가시겨울잠쥐과의 동물이 동양구 고유의 동물이다.

## 같이 보기
- 인도차이나반도
- 순다랜드